# Roger Bissière

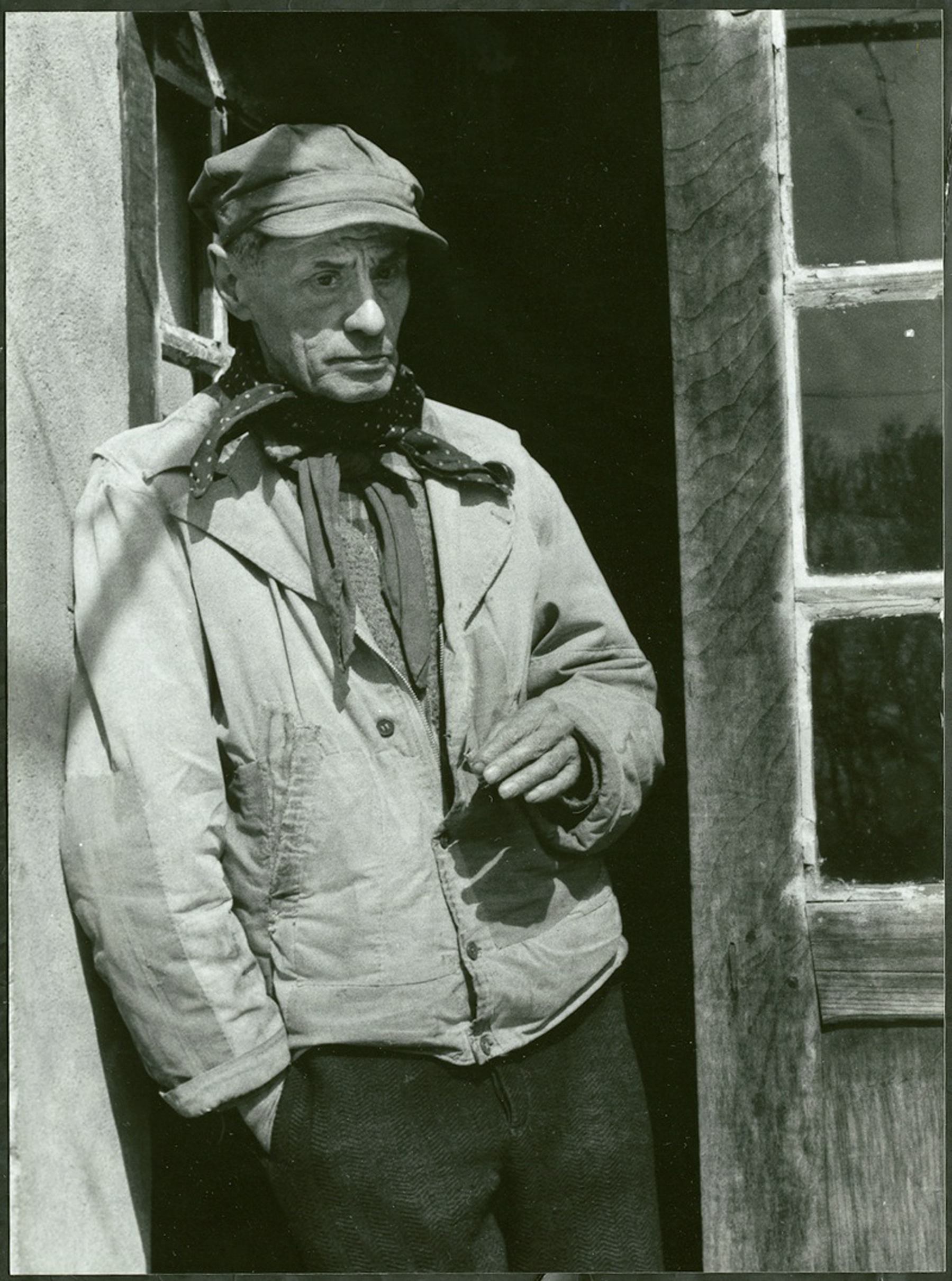
Roger Bissière
(1960)

Roger Bissière (Villeréal, Lot-et-Garonne, 22 september 1886 - Boissièrettes, 2 december 1964) was een Frans kunstenaar uit de tweede generatie van het abstracte schilderen die in Frankrijk wordt benoemd als Parijse school. Verwante kunstenaars zijn onder anderen Jean Bazaine en Alfred Manessier. Deze schilderstijl wordt ook vaak getypeerd als 'lyrisch abstract'.

## Publieke collecties
Werken van Roger Bissière in (Nederlandse) openbare collecties, zijn te zien in: 
- Museum de Fundatie in Zwolle
- Museum Helmond in Helmond